# Станкович, Синиша
Синиша Станкович (серб. Синиша Станковић; 26 марта 1892, Заечар — 24 февраля 1974, Белград) — югославский сербский учёный-биолог и политик, первый глава Сербии в составе Югославии (в качестве Председателя Президиума Народной Скупщины). Член Сербской академии наук и искусств, основатель Института экологии и биогеографии, директор Института биологии Сербии. Иностранный член Академии наук СССР (1966).

## Биография
Учился в университетах Белграда и Гренобля по естественнонаучным специальностям. Преподаватель биологических дисциплин Белградского университета с 1934 года. Член Сербской академии наук и искусств с 1946 года, почётный член Академии наук в Нанси и Масариковой академии в Праге, председатель академического совета ФНРЮ. В годы Второй мировой войны был узником концлагеря в Банице, откуда сбежал к концу войны. Тайно проживал в Белграде, оказывая помощь партизанам. После освобождения занимал посты председателя Народно-освободительного фронта Белграда и Антифашистской скупщины народного освобождения Сербии. С 1944 по 1953 годы председатель Президиума Народной Скупщины Сербии. В послевоенные годы представлял Югославию на международных конференциях, занимался обновлением структур университетов страны и общим улучшением научных исследований в стране.

## Научная деятельность
Синиша Станкович является одним из основателей экологического направления исследований в биологии. Занимался исследованием обитателей рек, озёр и других пресных водоёмов, а также проблемами биогеографии. Основные свои работы по биологии он написал, основываясь на результатах исследований жизни обитателей Охридского озера. Известны три учебника Станковича для вузов:
- «Жизненный простор» (серб. Животни простор) — в книге критикуются расизм и нацизм.
- «Рамки жизни» (серб. Оквир живота) — популярная экология.
- «Охридское озеро и его живой мир» (серб. Охридско језеро и његов живи свет) — монография.

В честь Станковича назван вид ложноскорпионов под именем Neobisium stankovici. Имя Станковича носит Институт биологических исследований.